# Elecciones municipales de Portugal de 2017
Las elecciones municipales de Portugal de 2017 tuvieron lugar el día 1 de octubre de 2017. Las elecciones consistieron en tres elecciones separadas en los 308 municipios portugueses, en las cuales tuvo lugar por un lado la elección de las cámaras municipales, cuyo ganador fue elegido alcalde; por otro la elección para la Asamblea Municipal; y por último una elección para las freguesias, cuyo ganador fue elegido presidente de la parroquia. Esta última elección se realizó en las más de 3.000 parroquias de todo el país.
El Partido Socialista (PS) fue el ganador de las elecciones consolidando su posición como el mayor partido local en Portugal. El PS ganó 160 alcaldes, 10 más que en 2013, con más del 38% de los votos. Los socialistas mantuvieron el control en ciudades como Lisboa, aunque perdieron la mayoría en Funchal y Coímbra, al mismo tiempo ganaron algunos bastiones del PSD como Chaves o Mirandela. No obstante, el PS perdió uno de sus bastiones, Vila do Conde frente a un independiente. Los buenos resultados a nivel nacional para el PS ayudaron a legitimar la posición de António Costa como primer ministro después de su derrota en las elecciones parlamentarias de 2015.
Los socialdemócratas (PSD), además de CDU, fueron uno de los grandes perdedores de las elecciones. Perdieron 8 ciudades en comparación a 2013, aunque, en términos de votos ganados, obtuvieron básicamente el mismo número en comparación con 2013. El PSD logró muy malos resultados en Lisboa y Oporto, con el tercer puesto y menos del 15% de los votos. Los malos resultados (los peores en la historia del partido), llevaron a Pedro Passos Coelho a cuestionar, en la noche de las elecciones, si tenía el terreno político para continuar como líder del partido. Dos días después, el 3 de octubre, Passos Coelho anunció que no aceptaría otro mandato como líder del PSD.
La CDU también fue uno de las grandes perdedoras de las elecciones. La alianza entre los comunistas y los ecologistas logró sus peores resultados en la historia al perder 10 ciudades, 9 frente al PS y 1 frente a independientes, y con un porcentaje de votos inferior al 10% del total. La CDU perdió bastiones tradicionales en el distrito de Setúbal como Almada y Barreiro, tampoco logró mantener Beja.
El CDS – Partido Popular logró resultados muy sorprendentes, especialmente en Lisboa. Assunção Cristas, líder de CDS y candidata a la alcaldía de Lisboa, obtuvo el segundo lugar y consiguió el 21% de los votos, 10 puntos por encima del PSD. En el conjunto nacional, el CDS pudo ganar un municipio al PSD, Oliveira do Bairro, y pudo mantener las 5 ciudades que le ganó en 2013.
Los partidos independientes también aumentaron sus porcentajes en comparación a 2013. Un total de 17 candidatos independientes ganaron o mantuvieron el control en sus respectivas ciudades, especialmente Rui Moreira, alcalde de Oporto, ya que fue capaz de ganar la reelección con mayoría. Los partidos más pequeños también obtuvieron ganancias: Livre, en coalición con el PS, ganó Felgueiras al PSD, ¡Nosotros, los Ciudadanos! ganó Oliveira de Frades frente a una coalición del PSD junto a CDS y JPP mantuvo el control de Santa Cruz en las islas de Madeira.
La participación en estas elecciones aumentó en comparación con hace cuatro años, con casi el 55% de los censados efectuando su derecho al voto.

## Demografía electoral
La web creada para estas elecciones por el gobierno de Portugal  refleja los siguientes datos de demografía electoral para estos comicios:
| Cámaras municipales | Cámaras municipales | Asambleas municipales | Asambleas municipales | Cámaras municipales | Cámaras municipales | Mapa                                                  |
| ------------------- | ------------------- | --------------------- | --------------------- | ------------------- | ------------------- | ----------------------------------------------------- |
| Censo electoral     | 9 411 442           | Censo electoral       | 9 411 442             | Censo electoral     | 9 411 442           | Municipios de Portugal, la circunscripción electoral. |
| Votantes            | 5 173 063           | Votantes              | 5 172 807             | Votantes            | 5 171 445           | Municipios de Portugal, la circunscripción electoral. |
| Participación       | 54,97 %             | Participación         | 54,96 %               | Participación       | 54,95 %             | Municipios de Portugal, la circunscripción electoral. |
| Votos válidos       | 4 995 010           | Votos válidos         | 4 916 258             | Votos válidos       | 4 903 860           | Municipios de Portugal, la circunscripción electoral. |
| Votos en blanco     | 135 792             | Votos en blanco       | 152 031               | Votos en blanco     | 152 300             | Municipios de Portugal, la circunscripción electoral. |
| Votos nulos         | 99 719              | Votos nulos           | 104 518               | Votos nulos         | 115 285             | Municipios de Portugal, la circunscripción electoral. |
| Municipios          | 308                 | Concejales            | 2.074                 | Freguesias          | 3.092               | Municipios de Portugal, la circunscripción electoral. |

## Sistema electoral

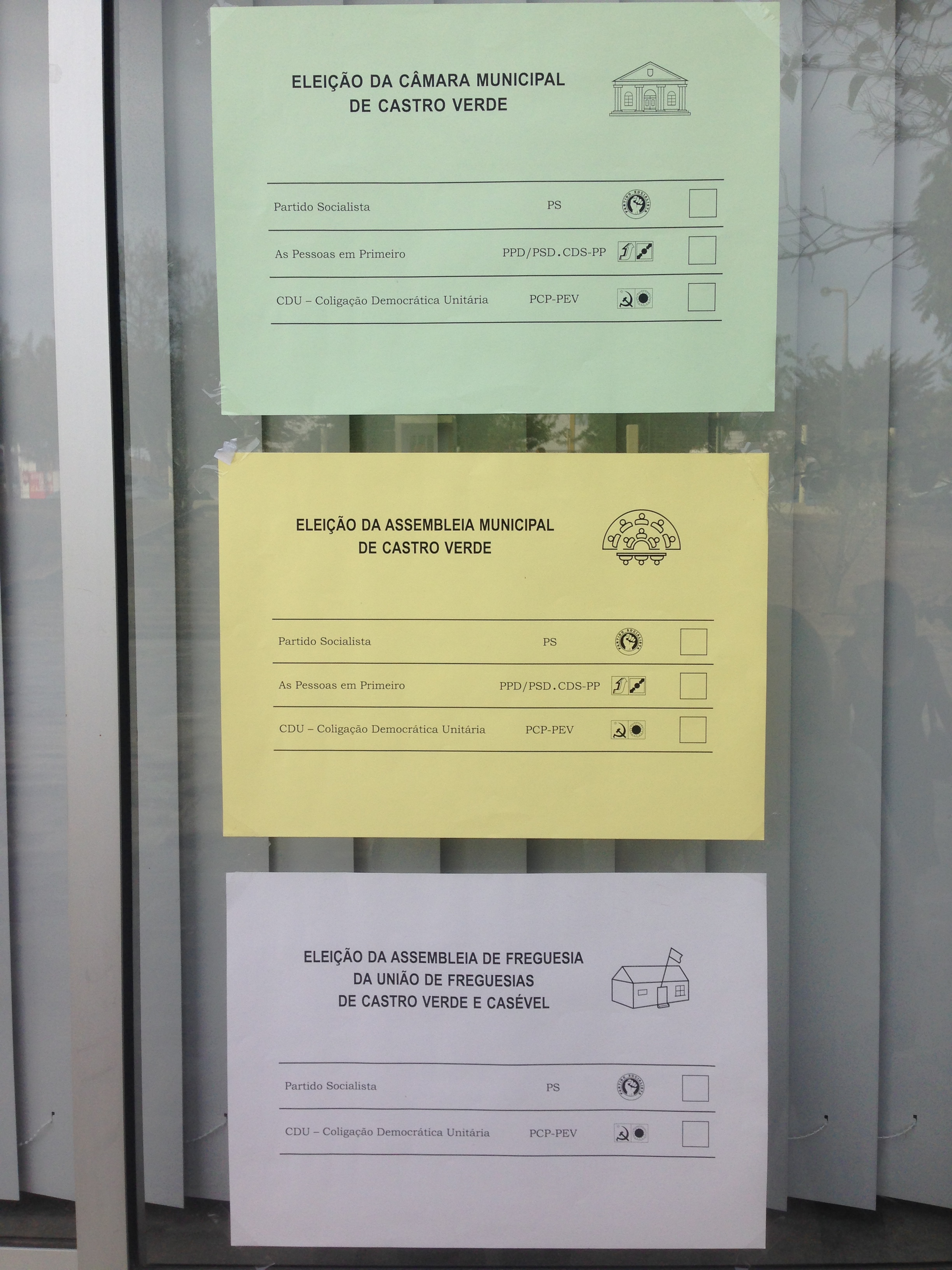
Papeletas para las elecciones municipales de 2017 en Castro Verde.

A los 308 municipios se les asigna un cierto número de concejales para elegir que se corresponden con el número de votantes censados en cada municipio. Cada partido o coalición debe presentar una lista de candidatos suficiente para cubrir todos los concejales elegibles. Las listas están cerradas y los asientos en cada municipio se distribuyen de acuerdo al sistema d'Hondt. A diferencia de las elecciones parlamentarias, se permiten listas independientes.
Los concejales y los escaños de la Asamblea Parroquial se distribuyen de la siguiente manera:
| Concejales | Concejales              | Asamblea parroquial | Asamblea parroquial    |
| Escaños    | Votates                 | Escaños             | Votantes               |
| ---------- | ----------------------- | ------------------- | ---------------------- |
| 17         | Solo Lisboa             | 21                  | Más de 40.000 votantes |
| 13         | Solo Oporto             | 19                  | Más de 20.000 votantes |
| 11         | 100.000 votantes o más  | 13                  | Más de 5.000 votantes  |
| 9          | Más de 50.000 votantes  | 9                   | Más de 1.000 votantes  |
| 7          | Más de 10.000 votantes  | 7                   | 1.000 votantes o menos |
| 5          | 10.000 votantes o menos |                     |                        |

- Para las parroquias con más de 30.000 votantes, el número de escaños mencionados anteriormente aumenta en uno por cada 10.000 votantes más allá de ese número (si aplicando esta regla el resultado es par, el número de escaños aumenta en otro más).

## Antecedentes

### Situación financiera de Portugal
Portugal comenzó el año 2017 con la noticia de que su déficit de 2016 fue de 3.807 millones de €, equivalente al 2,1 % de su PIB, su mejor dato desde 1974 y habiendo cumplido el objetivo impuesto por la Unión Europea de no superar el 2,5 %.
Estos datos, junto a otros del gasto social y al manejo de las crisis como la reciente dimisión de la ministra del Interior Constança Urbano de Sousa por los incendios en Portugal, han dejado una muy buena imagen de los partidos gobernantes de la izquierda portuguesa, que llegan a los comicios portugueses muy reforzados y con muy buena imagen en los sondeos.

## Campaña

### Partidos
Las principales fuerzas políticas presentes en todos los municipios del país fueron:
- Bloque de Izquierda (BE)
- Partido Popular (CDS–PP) (solo en algunos municipios)1
- Coalición Democrática Unitaria (CDU)
- Juntos Por el Pueblo (JPP)
- Personas-Animales-Naturaleza (PAN)
- Partido Socialista (PS)
- Partido Social Demócrata (PSD) (solo en algunos municipios)1

1 El PSD y el CDS–PP formaron coalición en muchos municipios con el Partido de la Tierra (MPT) y el Partido Popular Monárquico (PPM).

### Candidatos
En la siguiente tabla aparecen los candidatos a las alcaldías de las 5 ciudades más pobladas de Portugal:
| Municipio y alcalde en la anterior legislatura | Municipio y alcalde en la anterior legislatura         | Candidatos | Observaciones                                                               |
| ---------------------------------------------- | ------------------------------------------------------ | --- | --------------------------------------------------------------------------- |
|                                                | Lisboa 547.631 hab. Fernando Medina (PS)               | - PS: Fernando Medina Maciel - CDS-PP/PPM: Maria da Assunção Oliveira Cristas Machado da Graça - Bloque de Izquierda: Ricardo Amaral Robles - CDU: João Manuel Peixoto Ferreira - PSD: Teresa de Andrade Leal Coelho - PAN: Paula Inês Alves de Sousa Real - PCTP/MRPP: Luis Alberto Júdice Veiga da Silva - PDR/JPP: Carlos Alberto Dias Teixeira - PNR: José de Almeida e Vasconcelos Pinto-Coelho - PTP: Amândio Cerdeira Madaleno - Independiente: Joana Beatriz Nunes Vicente Amaral Dias - PURP: António Manuel de Freitas Arruda |                                                                             |
|                                                | Oporto 237.559 hab. Rui Moreira (Independiente/CDS-PP) | - Independiente/CDS-PP: Rui de Carvalho Moreira - PS: Manuel Francisco Pizarro de Sampaio e Castro - PSD/PPM: Álvaro Fernando Santos Almeida - CDU: Maria Ilda da Costa Figueiredo - Bloque de Izquierda: João Miguel Trancoso Vaz Teixeira Lopes - PAN: Bebiana Maria Ribeiro da Cunha - PPV/CDC: Orlando Manuel Leite Cruz - PNR: Sandra Maria Teixeira Martins - PTP: José Manuel da Costa Pereira |                                                                             |
|                                                | Gaia 186.503 hab. Eduardo Vitor Rodrigues (PS)         | - PS: Eduardo Vitor de Almeida Rodrigues - PSD/CDS-PP/PPM: José Joaquim Cancela Moura - Bloque de Izquierda: Renato Manuel Cordeiro de Moura Soeiro - CDU: Mário David Ferreirinha Soares - PAN: Pedro Jorge Ribeiro de Castro Teixeira - PCTP/MRPP: Cristiano André Ferreira da Silva - PDR: José António de Jesus Vieira da Cunha - PTP: Marisa Manuela Jesus Ribeiro |                                                                             |
|                                                | Amadora 175.135 hab. Carla Tavares (PS)                | - PS: Carla Nunes Tavares - Amadora Mais: Carlos Manuel dos Santos Batista da Silva - CDU: Amável José Alves - Bloque de Izquierda: Maria Deolinda Marques Dias Martin - Personas-Animales-Naturaleza: Patrícia Andreia Gonçalves Namora Caeiro - PCTP/MRPP: Carlos Alberto Quaresma da Costa - Movimento Independente Por Amadora: José João Lopes Pica - Independiente: Mário Arlindo Vieira de Carvalho - PTP: Tânia Jaquelina Silva Marques                                                                                         | - La candidatura de Amadora Mais fue una coalición entre el PSD y el CDS-PP |
|                                                | Braga 143.532 hab. Ricardo Rio (PSD)                   | - PSD/CDS-PP/PPM: Ricardo Machado Rio - PS: Jorge Miguel de Assis Caldeira Cruz Corais - CDU: Alberto Carlos Carvalho de Almeida - Bloque de Izquierda: Paula Cristina Barata Monteiro da Costa Nogueira - Independiente: Armando Emílio da Costa Caldas |                                                                             |

## Resultados

### Cámaras municipales
|  | 37.82 % |

|  | 16.07 % |

|  | 9.45 % |

|  | 8.79 % |

|  | 6.79 % |

|  | 3.29 % |

|  | 2.59 % |

|  | 95.45 % |

|  | 1.93 % |

|  | 2.62 % |

|  | 54.97 % |

|  | 45.03 % |

### Asambleas municipales
|  | 36.42 % |

|  | 15.83 % |

|  | 10.05 % |

|  | 8.78 % |

|  | 6.45 % |

|  | 4.18 % |

|  | 2.68 % |

|  | 95.04 % |

|  | 2.02 % |

|  | 2.94 % |

|  | 54.96 % |

|  | 45.04 % |

### Asambleas parroquiales
|  | 36.25 % |

|  | 15.66 % |

|  | 10.24 % |

|  | 9.75 % |

|  | 8.55 % |

|  | 3.28 % |

|  | 2.37 % |

|  | 94.82 % |

|  | 2.23 % |

|  | 2.95 % |

|  | 54.95 % |

|  | 45.05 % |